# Klaw (Marvel Comics)
Pour les articles homonymes, voir Klaw.
Ulysses Klaue (puis Ulysses Klaw), alias Klaw est un super-vilain évoluant dans l'univers Marvel de la maison d'édition Marvel Comics. Créé par le scénariste Stan Lee et le dessinateur Jack Kirby, le personnage de fiction apparaît pour la première fois dans le comic book Fantastic Four (vol. 1) #53 en août 1966.
C'est un ennemi récurrent de la Panthère noire, mais aussi des équipes des Quatre Fantastiques et des Vengeurs.

## Biographie du personnage
Ulysses Klaue est le fils du criminel de guerre nazi, le colonel Fritz Klaue, du « Blitzkrieg Squad » dirigé par le Baron Strucker. Fritz Klaue est envoyé par Adolf Hitler au Wakanda (une petite nation africaine) afin de connaître leurs secrets. Après la Seconde Guerre mondiale, Fritz retourne en Belgique. Il anglicise plus tard son nom en « Klaw » et élève son fils Ulysses avec des contes sur le Wakanda.
Devenu un physicien néerlandais travaillant dans le domaine de la sonique appliquée, Klaw conçoit un appareil capable de transformer les ondes sonores en matière physique. Pour le faire fonctionner, il lui est indispensable d'obtenir du vibranium, une substance dont seul le Wakanda possède des réserves importantes.
Il met alors sur pied une équipe de mercenaires afin de s'emparer du vibranium par la force. Mais, le jeune fils du roi du Wakanda, T'Challa, parvient à les mettre en fuite. Dans la lutte, il perd l'usage de la main droite. Il la remplace ensuite par une prothèse en forme de crochet (en anglais « claw ») qui est également un canon à ondes sonores.
Dix ans plus tard, il lance une nouvelle attaque contre le Wakanda mais est vaincu par T'Challa, devenu la Panthère noire et le nouveau roi du pays, aidé des Quatre Fantastiques. Furieux, Ulysses Klaue se jette dans son appareil de conversion d'ondes sonores, dans l'espoir d'acquérir des pouvoirs surhumains lui permettant de vaincre ses ennemis. L'expérience le transforme alors en un être entièrement fait de « son solidifié », et lui donne le pouvoir de contrôler les ondes sonores. Il se fait ensuite appeler Klaw.
Il voue depuis une haine intense à la Panthère noire, et nombre de ses plans criminels n'ont pour but que de lui nuire personnellement, ainsi qu'au Wakanda. Klaw s'est également fréquemment opposé aux Vengeurs — dont la Panthère noire a fait partie comme membre occasionnel —, notamment en tant que membre de l'équipe des Maîtres du Mal. Il a également souvent combattu les Quatre Fantastiques.
Il a participé aux premières Guerres Secrètes dans le camp des vilains, servant comme second du Docteur Fatalis après que ce dernier, alors qu'il était entré secrètement sur le vaisseau-monde de Galactus, l'eut libéré d'une prison sonique où il était enfermé.

## Pouvoirs, capacités et équipement
Le corps de Klaw est composé de « son solidifié » (vibrations soniques) : il n'a donc plus besoin de respirer, de manger ou de dormir.
En complément de ses pouvoirs, Ulysses Klaue est un scientifique de haut niveau, ancien géologue possédant une expertise en physique (notamment en sonique appliquée et sur le vibranium) et en armement de haute technologie.
- Klaw possède une force surhumaine lui permettant de soulever (ou d’exercer une pression équivalente à) environ 5 tonnes[2].
- Il possède également une endurance surhumaine et est immunisé contre toutes les maladies.
- Son corps sonique est également malléable : en absorbant ou dissipant du son, il peut le faire grandir ou rétrécir à volonté.
- Il peut manipuler les sons de très nombreuses façons. Il peut ainsi scanner les environs à l'aide d'un sonar, absorber ou manipuler les vibrations proches et projeter tout type de fréquence sonore à n'importe quel volume, ce qui lui permet d'étourdir, d'hypnotiser ou de rendre sourdes de manière temporaire ou permanente les personnes qui l'entourent.
- Il est capable de faire apparaître des constructions solides, créées à partir d'ondes sonores, y compris des créatures douées d'une certaine autonomie qu'il peut lancer à l'assaut de ses ennemis. Il peut toujours réabsorber ces constructions à tout moment.

Il est en revanche extrêmement vulnérable à la version du minerai de vibranium wakandais, qui absorbe les vibrations. Au contact de celui-ci, Klaw perd de son énergie ou des parties de sa forme corporelle.
Sa main droite est remplacée par une prothèse dotée d'un générateur de son solidifié (un « convertisseur de son ») de son invention, qui lui sert essentiellement d'arme offensive en projetant des rafales d’énergie sonores, mais aussi de bouclier en générant un écran de son solidifié, qui lui permet de parer les coups adverses.
Bien que la prothèse de Klaw ait été détruite plusieurs fois, ce dernier l’a soit reformée ou s’est rééquipé d’une nouvelle prothèse. Il a parfois amélioré sa prothèse en l’agrandissant, ou en lui implantant du vibranium (ce qui s'est révélé finalement malsain pour lui, à cause de l'effet mutagène de ce métal sur le corps humain) mais il est toujours revenu vers son modèle original.

## Apparitions dans d'autres médias
Sauf indication contraire, les informations mentionnées dans cette section peuvent être confirmées par la base de données cinématographiques IMDb,  présente dans la section « Liens externes ».

### Films

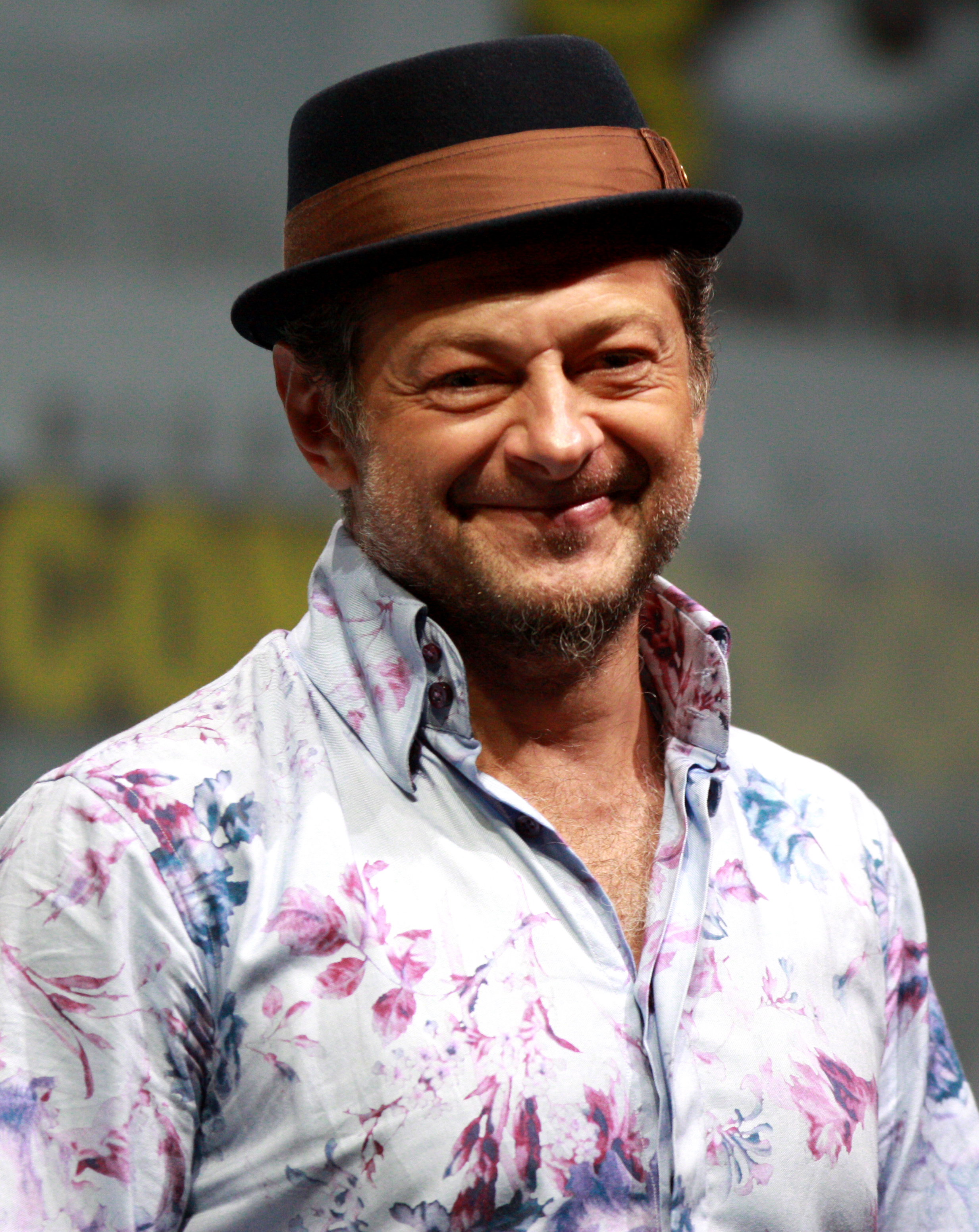
Andy Serkis incarne Ulysses Klaue dans Avengers : L'Ère d'Ultron (2015) et Black Panther (2018).

Interprété par Andy Serkis dans l'univers cinématographique Marvel
- 2015 : Avengers : L'Ère d'Ultron (Avengers: Age of Ultron) réalisé par Joss Whedon — On le découvre en Afrique du Sud, en tant que trafiquant d'armes voleur de vibranium, et chassé du Wakanda voisin par les autorités. Ultron, entouré par Pietro et Wanda Maximoff, fait appel à lui pour obtenir le précieux métal wakandien. Mais les négociations tournent mal, et Ultron lui arrache le bras gauche.
- 2018 : Black Panther réalisé par Ryan Coogler — Klaw vole un artéfact du Wakanda dans un musée londonien, qu'il tente de vendre à la CIA à Busan, en Corée, où il se fait capturer par Black Panther. Il sera libéré par Erik Killmonger, qui l'exécutera peu après pour s'assurer d'entrer au Wakanda.
- 2021 : What If...? (série télévisée d'animation)

### Télévision
- 1995 : Les Quatre Fantastiques (série d'animation)
- 2006 : Les Quatre Fantastiques (série d'animation)
- 2009 : The Super Hero Squad Show (série d'animation) - doublé en anglais par A.J. Buckley
- 2010 : Avengers : L'Équipe des super-héros (série d'animation) - doublé en anglais par Mark Hamill
- 2010 : Black Panther
- depuis 2012 : Ultimate Spider-Man (série d'animation) - doublé en anglais par Matt Lanter